# 2010年アジア競技大会
2010年アジア競技大会（2010ねんアジアきょうぎたいかい、XVI Asian Games 2010）は、2010年（平成22年）11月12日から11月27日まで中国・広州で行われた第16回アジア競技大会。
2010年のアジア競技大会は2004年に行われたOCA総会でクアラルンプール、ソウル、アンマンを破り広州での開催が決定された。
ダンススポーツ、ドラゴンボート、クリケット、武術太極拳、囲碁などが追加された。

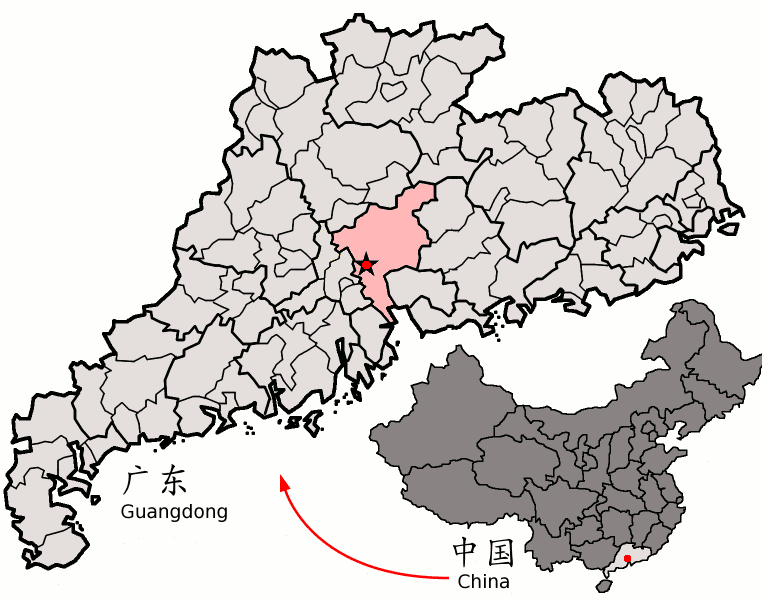
2010年アジア競技大会の開催地：広州市

## 大会のハイライト
- バドミントン男子シングルス決勝は2008年の北京オリンピック決勝と同じ、中国の林丹とマレーシアのリー・チョンウェイの対戦となり、林丹が優勝して大会MVPにも選出された。
- 陸上競技で福島千里が日本の女子選手で初めて100m,200mの短距離2冠を達成。やり投は男子の村上幸史、女子の海老原有希と共に日本勢が初優勝。
- サッカー競技も日本が男女とも制覇。
- 男子カバディ日本代表が初メダルとなる銅メダルを獲得した。

## 実施競技
史上最多の42競技が実施された。一方でOCAのウェブサイトには43競技リストアップされている。のちに統合される野球とソフトボール、テニスとソフトテニスが当時は別競技であった。当時も別競技だったチェスと囲碁が同競技となっている。
- 水泳
  - 競泳
  - ダイビング
  - 水球
  - シンクロナイズドスイミング
- アーチェリー
- 陸上競技 (詳細)
- バドミントン (詳細)
- 野球 (詳細)
- バスケットボール (詳細)
- ボクシング (詳細)
- カヌー／カヤック
- クリケット
- 自転車競技 (詳細)
- 馬術
- フェンシング
- サッカー (詳細)
- 体操 (詳細)

- ハンドボール
- ホッケー
- 柔道 (詳細)
- 近代五種
- 漕艇
- セーリング
- 射撃
- ソフトボール (詳細)
- 卓球 (詳細)
- テコンドー
- テニス (詳細)
- トライアスロン
- ソフトテニス
- バレーボール (詳細)
- 重量挙げ
- レスリング (詳細)
- ボウリング

- ビリヤード
- ダンススポーツ
- ドラゴンボート
- ゴルフ
- カバディ
- 空手
- ローラースポーツ
  - ローラースケート
- ラグビー (詳細)
  - 7人制ラグビー
- セパタクロー
- スカッシュ
- 武術太極拳
- チェス
  - チェス
  - シャンチー（中国象棋）
  - 囲碁 (詳細)

## 競技会場
- 海心沙（式典会場）
- 広東オリンピックスタジアム
- 広州体育館
- 天河体育中心
- 広州国際体育演芸中心
- 広州大学城体育中心

## 大会マスコット
大会マスコットは、羊の「ルー・ヤンヤン（楽羊羊、Le Yangyang）」を含む5匹の羊。

## 参加国・地域
- アフガニスタン (66)[3]
- バーレーン (82)[4]
- バングラデシュ (150)[5]
- ブータン (11)[6]
- ブルネイ (9)[7]
- カンボジア (22)[8]
- 中国 (960)[9]
- 香港 (401)[10]
- インド (626)[11]
- インドネシア (216)[12]
- イラン (362)[13]
- イラク (42)[14]
- 日本 (726)[15]
- ヨルダン (86)[16]
- カザフスタン (365)[17]
- 北朝鮮 (188)[18]
- 韓国 (788)[19]
- 独立参加 (184)[20]
- キルギス (135)[21]
- ラオス (53)[22]
- レバノン (49)[23]
- マカオ (168)[24]
- マレーシア (325)[25]
- モルディブ (82)[26]
- モンゴル (219)[27]
- ミャンマー (69)[28]
- ネパール (140)[29]
- オマーン (52)[30]
- パキスタン (169)[31]
- パレスチナ (41)[32]
- フィリピン (188)[33]
- カタール (250)[34]
- サウジアラビア (164)[35]
- シンガポール (240)[36]
- スリランカ (104)[37]
- シリア (44)[38]
- チャイニーズタイペイ (399)[39]
- タジキスタン (67)[40]
- タイ (593)[41]
- 東ティモール (23)[42]
- トルクメニスタン (111)[43]
- アラブ首長国連邦 (84)[44]
- ウズベキスタン (220)[45]
- ベトナム (260)[46]
- イエメン (32)[47]

### 参加国・地域人数
| IOC | 参加国・地域 | 人数 |
| --- | ------------ | ---- |

## 各国・地域の獲得メダル数
| 順   | 国・地域             | 金  | 銀  | 銅  | 計   |
| ---- | -------------------- | --- | --- | --- | ---- |
| 1    | 中国                 | 199 | 119 | 98  | 416  |
| 2    | 韓国                 | 76  | 65  | 91  | 232  |
| 3    | 日本                 | 48  | 74  | 94  | 216  |
| 4    | イラン               | 20  | 14  | 15  | 59   |
| 5    | カザフスタン         | 18  | 23  | 38  | 79   |
| 6    | インド               | 14  | 17  | 33  | 64   |
| 7    | チャイニーズタイペイ | 13  | 16  | 38  | 67   |
| 8    | ウズベキスタン       | 11  | 22  | 23  | 56   |
| 9    | タイ                 | 11  | 9   | 32  | 52   |
| 10   | マレーシア           | 9   | 18  | 14  | 41   |
| 11   | 香港                 | 8   | 15  | 17  | 40   |
| 12   | 北朝鮮               | 6   | 10  | 20  | 36   |
| 13   | サウジアラビア       | 5   | 3   | 5   | 13   |
| 14   | バーレーン           | 5   | 0   | 4   | 9    |
| 15   | インドネシア         | 4   | 9   | 13  | 26   |
| 16   | シンガポール         | 4   | 7   | 6   | 17   |
| 17   | クウェート           | 4   | 6   | 1   | 11   |
| 18   | カタール             | 4   | 5   | 7   | 16   |
| 19   | フィリピン           | 3   | 4   | 9   | 16   |
| 20   | パキスタン           | 3   | 2   | 3   | 8    |
| 21   | ミャンマー           | 2   | 5   | 3   | 10   |
| 22   | ヨルダン             | 2   | 2   | 2   | 6    |
| 23   | ベトナム             | 1   | 17  | 15  | 33   |
| 24   | キルギス             | 1   | 2   | 2   | 5    |
| 25   | マカオ               | 1   | 1   | 4   | 6    |
| 26   | バングラデシュ       | 1   | 1   | 1   | 3    |
| 27   | タジキスタン         | 1   | 0   | 3   | 4    |
| 28   | シリア               | 1   | 0   | 1   | 2    |
| 29   | アラブ首長国連邦     | 0   | 4   | 1   | 5    |
| 30   | アフガニスタン       | 0   | 2   | 1   | 3    |
| 31   | イラク               | 0   | 1   | 2   | 3    |
| 31   | レバノン             | 0   | 1   | 2   | 3    |
| 33   | ラオス               | 0   | 0   | 2   | 2    |
| 34   | ネパール             | 0   | 0   | 1   | 1    |
| 34   | オマーン             | 0   | 0   | 1   | 1    |
| 合計 | 合計                 | 477 | 479 | 621 | 1577 |

## 問題

### 運営上の問題
- 11月4日、一部の韓国メディアが、韓国のアイドルグループSS501リーダーのキム・ヒョンジュンが主題歌を歌うと報道し、極秘の開会式プログラムを暴露した。開会式を演出する陳維亜は、「出演歌手は組織委員会と機密保持契約を交わしており、内容の秘密は守るべきだった。しかし韓国人歌手は出演を光栄に思ってメディアに話したのだろう」と話した[48]。
- 11月8日、香港紙蘋果日報は、大会組織委員会が同紙の取材申請を認めていないことを明らかにした。同紙が中国の民主化運動を支持し、共産党政権を批判していることから、報復とされる。同紙は「アジア大会はアジア・オリンピック評議会が主催するもので、中国独自の行事ではない」と指摘し、香港立法会の民主派議員からも「中国側の対応はひど過ぎる」などと批判の声が出た[49]。
- 政府が不当に介入したとして、2010年1月よりIOCから資格停止になったクウェートの参加が同国のオリンピック委員会からではなく、個人参加（Athletes From Kuwait）扱い[50]になっている。
- 11月12日に行われた開会式の炬火（オリンピックの聖火にあたるもの）点灯のセレモニーで北京オリンピック男子板飛び込み金メダリストの何衝と共演した女児が、同式演出監督の陳維亜の娘だったことが明らかになり、中国国内では「大会の私物化」と非難された[51]。
- 中国人の観客やボランティア、中国選手の一部に、愛国行為を傘にしてルールを逸脱した問題行動が顕著に表れ始めており、外国の記者や選手から問題視されている。具体例としては、禁止されている鳴り物応援を行う、中国有利の裁定（セパタクローにおける主審などの審判を自国の人間にするよう要求する、ダンススポーツにおける演技順を印象に残りやすいよう最後にさせる、女子柔道48kg級における中国有利の判定（後述））、運営スタッフの公私混同（最前列を陣取って応援する）など。北京オリンピックの時よりも顕著に見られているため、アジア大会を格下扱いしているのではないかと指摘する声もある[52]。

### 表記問題
- 11月12日、開会式において会場のモニターに映し出されたアジアの地図の中でペルシャ湾が「アラビア湾」と表記されていたことに関し、イランのサファリ駐中国大使が中国外務省と大会当局者に抗議した。中国側は誤りを認め、遺憾の意を表した[53]。
- 本大会における韓国の英語表記が、国際オリンピック委員会（IOC）とアジア・オリンピック評議会（OCA）に登録された正式名称「KOREA」ではなく「R.O.KOREA」となっていた。これに対し韓国国内では「大韓体育会が対応を怠っている」として、批判が相次いだ。大韓体育会は15日、組織委員会に修正を要求し、閉会式では『KOREA』と修正するとの回答を得た。しかし閉会式よりも早く、韓国を「KOREA」、北朝鮮を「DPR KOREA」と国際表記に基づいた表記に変更されている。今回の表記に関して、中国が「DPR KOREA」と表記する北朝鮮を意識し、韓国の表記をこれに合わせたのではないかとの指摘も出ている[54]。

### 競技における問題
- 女子柔道48kg級では、防戦一方だった中国の呉樹根が判定で日本の福見友子を破るという結果になった。呉が帯を外して上衣を直すという露骨な時間稼ぎを何度も繰り返したが、主審は注意をしなかった。また、地元の係員が観衆の声援を煽り、呉勝利の瞬間には跳び上がって喜んでいた[55]。福見は「結果も内容も納得いかない」と不満を漏らした他、日本女子柔道監督の園田隆二も「アグレッシブさがあり、国際柔道連盟が求める柔道をしていた」、さらに国際柔道連盟審判委員の川口孝夫も「3-0で福見が勝っていた」、吉村和郎強化委員長も「あんな判定をしていたら中国自体が疑われる。100人が見たら、100人が福見の勝ちだと言う」と判定の不可解さに不満を漏らしている。観客の異常なまでの盛り上がりが、主審のモンゴル人審判・副審の韓国人審判に影響を与えたと考えられる[56][57]。また、女子63キロ級準決勝において、上野順恵が北朝鮮のキム・スギョンに試合中左目付近をこぶしで数回殴られて負傷した。試合中、上野は痛みでうずくまっていたが、審判は反則を取らず、上野に試合続行をせかした。試合後には目に青あざができ、競技終了後には打撲と診断された。11月15日、全日本柔道連盟（全柔連）の上村春樹会長は、試合中の映像を編集して国際柔道連盟に提出する考えを明らかにした[58]。
- 女子テコンドーにて、金メダルの有力候補であった台湾の楊淑君が、「規定外のソックスの使用」を理由に試合途中で失格となった（対戦相手はベトナムの武氏厚選手）。試合前の検査をパスしており、また、慣例では、規定外の防具を使用した場合は「減点」ないし「交換」となっている。台湾の行政院体育委員会は遺憾の意と抗議を表明、中華民国テコンドー協会を通して、アジアテコンドー連盟に審査請求を行う予定[59]。その後、台湾国内では（問題と直接の関係がない）テコンドー発祥国の韓国に対する批判が相次ぎ、怒りの収まらないファンが台湾体育委員会の前で太極旗を破ったり韓国産輸入品を投げて抗議した。また一部商店では「中華民国チームのために韓国人には物を売らない」という警告文まで掲げられた。馬英九総統は「今回の失格は受け入れにくい」「主催側の事故原因調査を強力に要求する」とコメント、戴遐齢体育委員会主任も「納得できる説明を出さない場合、国際司法裁判所に提訴する」とコメントした[60][61]。

- 男子サッカー日本代表に関し、試合前日の公式練習でのスパイクとボールの使用が突如禁止されたり、対中国戦において中国人観衆が君が代斉唱中にブーイングを浴びせたり、日本人サポーターに罵声を浴びせたりした。
- 男子サッカー中国対マレーシア戦にて、マレーシア側にレッドカード3枚とイエローカード9枚が与えられ、結果的に中国が勝利した[62][63]。
- 男子バスケットボール2次リーグ日本対カタール戦でにおいて、地元観客から日本代表に対して激しいブーイングが浴びせられた[64]。
- 女子レスリング55kg級で優勝した吉田沙保里が表彰式の後、日の丸を掲げて写真撮影に応じていたが、大会関係者から制止された（国際大会において優勝選手が国旗を掲げて記念撮影するのは恒例となっている）[65]。

## 日本における放送
- 日本放送協会・JNN（TBSテレビ）共同制作。大会の中継はNHK衛星第1テレビジョンでの生放送を主に、深夜での録画放送を中心にNHK総合テレビジョン（男子マラソンはNHK教育テレビジョンで生放送）、TBSテレビ（東京都など一部地域[66]）、TBSチャンネル（サッカー男子のみ。決勝はBS-TBSと同時生放送）でも放送された。また一部の競技（柔道など）ではTBS系列のRKB毎日放送から茅野正昌・櫻井浩二両アナウンサーが派遣された。